# Arkansas Department of Corrections
Das Arkansas Department of Corrections (ADC) ist die Strafvollzugsbehörde des US-Bundesstaats Arkansas. Das ADC ist in die drei Abteilungen Division of Corrections (DOC), Division of Community Corrections (DCC) und Arkansas Correctional School unterteilt. Die Unterbringung und Rehabilitierung Gefangener erfolgt unter Zuständigkeit des DOC, die Überwachung von Gefangenen, welche zu Bewährungsstrafen (Probation) verurteilt wurden oder bei denen der Strafrest zur Bewährung durch die Bewährungskommission ausgesetzt wurde (Parole), durch das DCC. Bildungseinrichtungen und -angebote werden durch die Arkansas Correctional School organisiert.

## Geschichte
In 1838 wurde die Errichtung eines ersten Gefängnisses unter dem Gouverneur James Conway beschlossen, welches bis 1840 in Little Rock gebaut wurde. Nachdem die Einrichtung während des Amerikanischen Bürgerkriegs unter militärischer Kontrolle gestanden hatte, wurde auf dem Gelände von 1899 bis 1915 das Arkansas State Capitol durch Gefängnisinsassen gebaut; als Ersatz für die ursprüngliche Einrichtung wurde südwestlich von Little Rock in 1910 ein neues Gefängnis eröffnet. Ab 1960 widerfuhren dem ADC mehrere Rechtsstreitigkeiten, in denen geurteilt wurde, dass das gesamte Gefängniswesen Arkansas oder Teile dessen nicht mit der Verfassung der Vereinigten Staaten vereinbar sein, sodass eine Umstrukturierung notwendig wurde.
Im Juni 2021 beschäftigte das ADC circa 4500 Mitarbeiter.

## Abteilungen

### Division of Corrections (DOC)
Leiter der Division of Corrections ist Dexter Payne; der Hauptsitz befindet sich in Pine Bluff. Das ADC betreibt in Arkansas 23 Einrichtungen.

#### Demographie
Mit circa 17.000 Gefangenen im November 2021 und nur 2519 in 1977 stieg die Anzahl der Gefängnisinsassen stetig an. Laut Prognosen der DOC soll die Anzahl bis 2027 auf über 18.000 steigen. Grund für den Anstieg der Gefängnispopulation ist eine Entscheidung des Board of Corrections in 2013, nach der ein zur Bewährung ausgesetzter Strafrest (Parole) bereits nach Anklageerhebung wegen einer Straftat widerrufen wird; eine rechtskräftige Verurteilung ist nicht notwendig. In 2013 stieg die Anzahl Gefangener von unter 15.000 im Januar auf circa 17.250 im Dezember an. 91,7 % der Insassen sind männlich, 8,3 % weiblich. Der Großteil der Gefangenen wurde aufgrund von Gewaltdelikten verurteilt.
Die Kosten für einen Gefangen betragen jährlich 24.225 $.

#### Todesstrafe
Im Staat Arkansas wird die Todesstrafe weiterhin angewendet; die letzte Hinrichtung fand 2017 statt und 30 Insassen warten aktuell auf ihre Hinrichtung. Hinrichtungen finden unter Nutzung der letalen Injektion in der Cummins Unit nahe Pine Bluff statt, die vorige Unterbringung erfolgt in der Regel in der Varner Supermax Unit.

### Division of Community Corrections (DCC)
Die DCC ist unter Leitung von Jerry Bradshaw für die Überwachung von Bewährungsstrafen (sowohl Parole als auch Probation) sowie für den Betrieb von sechs Einrichtungen in Little Rock, West Memphis, Osceola, Fayetteville, Malvern und Texarkana zuständig. Der Hauptsitz befindet sich in North Little Rock.

### Arkansas Correctional School
Seit 1973 wird im Rahmen der Arkansas Correctional School eine Bildungsmöglichkeit angeboten. Der aktuelle Leiter ist seit 2015 Bill Glover; der Hauptsitz befindet sich in der Pine Bluff Unit in Pine Bluff. Seit Bestehen haben circa 19.000 Gefangene den General Educational Development Test (GED) bestanden (Stand: 4. April 2006). Die Teilnahme am Unterricht ist für einige Gefangene obligatorisch, insbesondere wenn kein High School Diploma oder ein GED vorhanden sind. Klagen gegen die Unterrichtspflicht wurden abgewiesen (Rutherford v. Hutto und Jackson v. Hutto).